# Кјузанико
Кјузанико (итал. Chiusanico) је насеље у Италији у округу Империја, региону Лигурија.
Према процени из 2011. у насељу је живело 219 становника. Насеље се налази на надморској висини од 375 м.

## Становништво
| 1936. | 1951. | 1961. | 1971. | 1981. | 1991. | 2001. | 2011. |
| ----- | ----- | ----- | ----- | ----- | ----- | ----- | ----- |
| 1.044 | 1.013 | 899   | 759   | 630   | 592   | 612   | 603   |